# Breviceps poweri
Breviceps poweri es una especie  de anfibios de la familia Brevicipitidae.

## Distribución geográfica
Se encuentra en Angola, República Democrática del Congo, Malaui, Mozambique, Zambia y, posiblemente en Botsuana, Namibia y Zimbabue.

## Estado de conservación
Se encuentra amenazada de extinción por la pérdida de su hábitat natural.